# راديتش بوجيتش
راديتش بوجيتش أو راديتش بوزيتش (Radič Božić)(بالصربية: Радич Божић)‏ (بالمجرية: Radics Bosics)‏(1502م-سبتمبر 1528م) كان الحاكم المطلق لديسپوتية صربيا من عام 1527م حتى وفاته في سبتمبر 1528م. كان أحد أبرز القادة العسكريين بين النبلاء الصرب في مملكة المجر الشرقية، وقاتل ضد الدولة العثمانية في العديد من المعارك، وأبرزها معركة موهاكس 1526م. 

## حياته

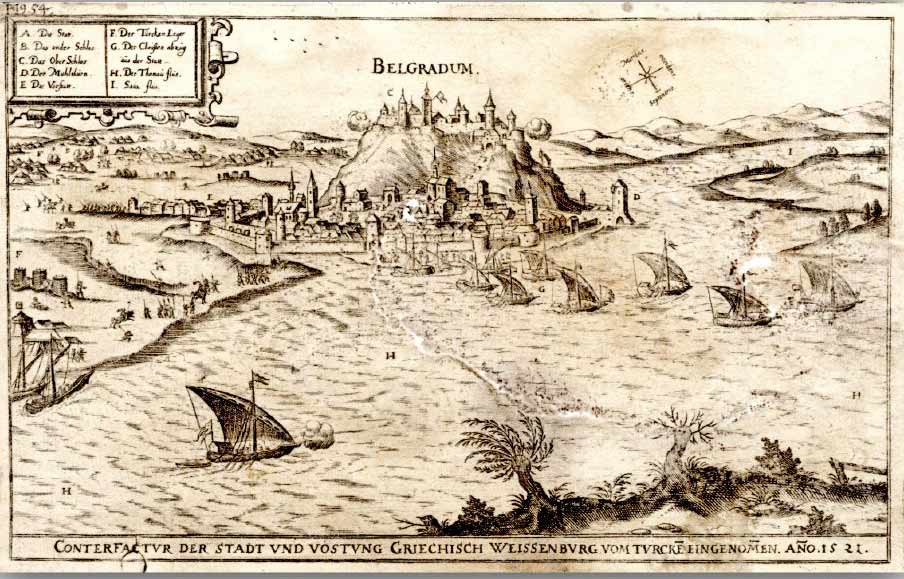
حصار بلغراد 1521م.

بحلول نهاية القرن الخامس عشر، غادر راديتش بوزيتش صربيا العثمانية إلى المجر، واستلم مدينتي سوليموس وليبا من الملك المجري. كان جزءًا من الجيش المجري الصربي الذي عبر إلى صربيا وبلغاريا في عام 1502م وأحرق القواعد العثمانية في برانيشيفو (Braničevo) وكلادوفو (Kladovo) وفيدين ونيقوبوليس.  
في عام 1522م، بعد وقت قصير من حصار بلغراد (1521م)، أصبح قائدًا لأسطول يضم 500 تشايكي وهم قوات الأسطول النهري التي كانت تحرس نهري الدانوب وسافا وخاصة ميناء بلغراد، ضد الدولة العثمانية. في 12 أغسطس 1523م، هزم الباشا البوسني فرحات باشا الصقللي في مانديلوس في سيرميا بالتعاون مع بال توموري. على الرغم من أنه كان متقدمًا في السن ومريضًا، إلا أنه هزم فرقة عثمانية في بتروفارادين في عام 1526م، ثم شارك في معركة موهاكس 1526م، بالإضافة إلى تدمير قسم من الجيش العثماني في تيتل (Titel) بعد المعركة. أطلق عليه يوحنا زابوليا لقب الشخص الصربي الأكثر احتراما في المجر.
خلال حرب الخلافة بين المتنافسين على التاج المجري، فرديناند هابسبورغ ويوحنا زابوليا ، اتخذ جانب زابوليا، بينما اختار ديسپوت صربيا اسطفان بيريسلافيتش (Stjepan Berislavić) الملك فرديناند. في عام 1527م، قرر الملك يوحنا زابوليا إنشاء ديسپوت لصربيا الخاص به من أجل جذب النبلاء والجنود الصرب إلى جانبه، فاختار راديتش، ومنحه اللقب. وباعتباره ديسپوتاً حديثًا لصربيا، ظل مخلصًا للملك يوحنا زابوليا حتى وفاته في سبتمبر 1528م. 